# Rue de la Parcheminerie (Paris)
Pour les articles homonymes, voir Rue de la Parcheminerie.
La rue de la Parcheminerie est une voie située dans le quartier de la Sorbonne du 5e arrondissement de Paris.

## Situation et accès
La rue de la Parcheminerie est desservie à proximité par les lignes de métro 10 à Cluny - La Sorbonne et 4 à Saint-Michel et les lignes de RER B et C à la gare de Saint-Michel - Notre-Dame.

## Origine du nom
Elle porte ce nom car des parcheminiers y étaient établis autrefois.

## Historique
Cette rue du Quartier latin date au moins du XIIIe siècle où elle fut ouverte près de la Sorbonne sous le nom de « rue des Escrivains », car elle accueillait à cette époque des écrivains publics et parcheminiers dont elle a pris le nom depuis 1387.
Vers 1280-1300, elle est citée dans Le Dit des rues de Paris de Guillot de Paris sous la forme « rue As Escrivains ».
Elle est citée sous le nom de « rue de la Parcheminerie » dans un manuscrit de 1636.
La rue a été piétonisée dans le cadre du programme « rue aux écoles » en 2023.

## Bâtiments remarquables et lieux de mémoire
- Le côté nord, entre la rue Saint-Jacques et la rue Boutebrie, a été rasé en 1913. Les maisons étaient adossées au charnier de l’église Saint-Séverin[2].
- Rue piétonnière entre la rue de la Harpe et la rue Boutebrie.
- La rue délimite un côté du cloître de l'église Saint-Séverin.
- Le square André-Lefèvre.
- Au no 7 s'est installée en 1808 la première maison d'édition spécialisée en chansons, créée par le chanteur des rues Aubert[3]. Elle a changé de spécialité, de nom et adresse depuis, mais existe toujours.
- Au no 29 se trouve l'hôtel du Buisson, construit au début du XVIIIe siècle, pour du Buisson qui était directeur de la Monnaie de Paris vers 1730. Depuis 1989 s'est installée à cette adresse la librairie canadienne The Abbey Bookshop, spécialisée en littérature anglophone et aussi canadienne francophone.

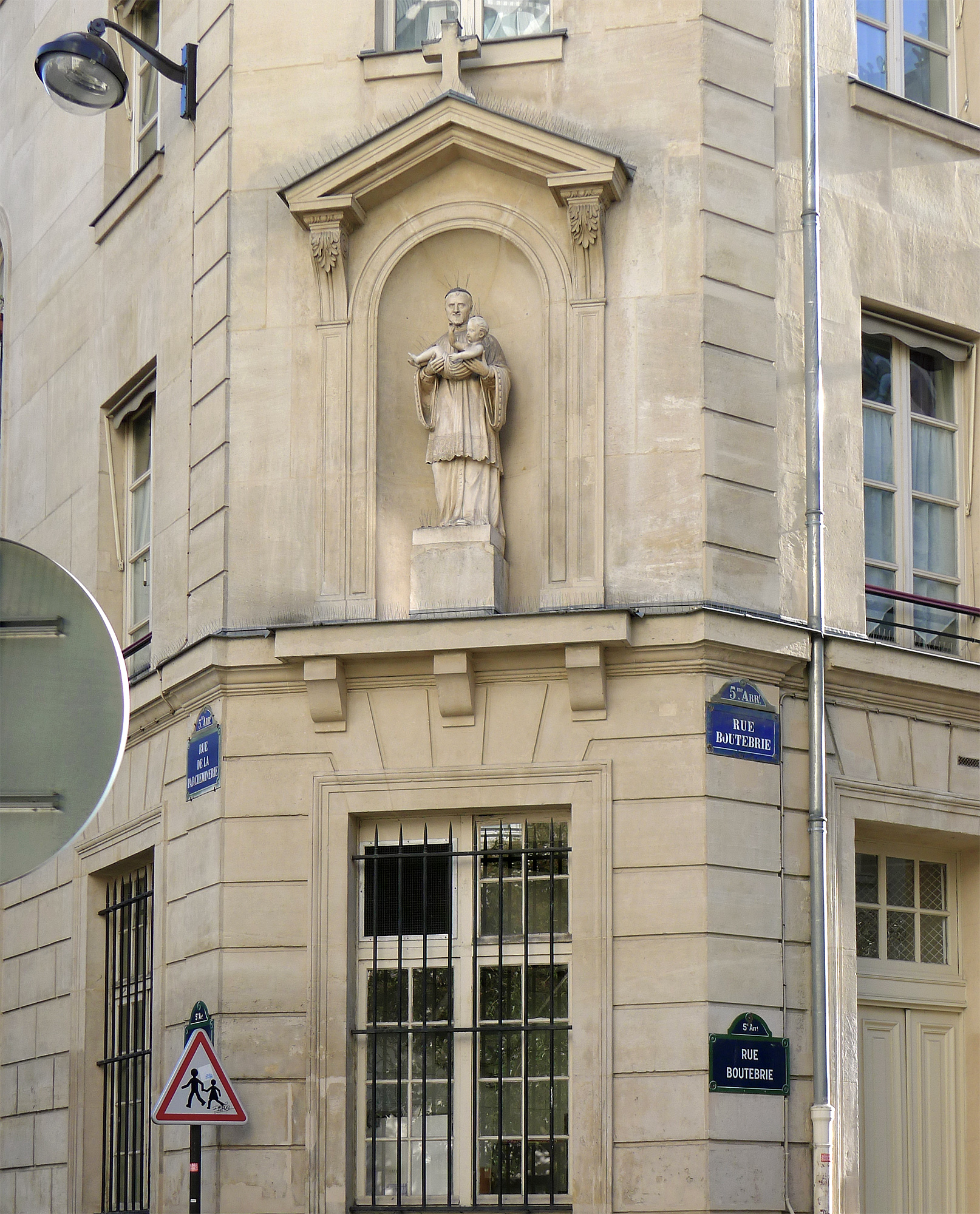
Statue de saint Vincent-de-Paul, à l'angle des rues de la Parcheminerie et Boutebrie.
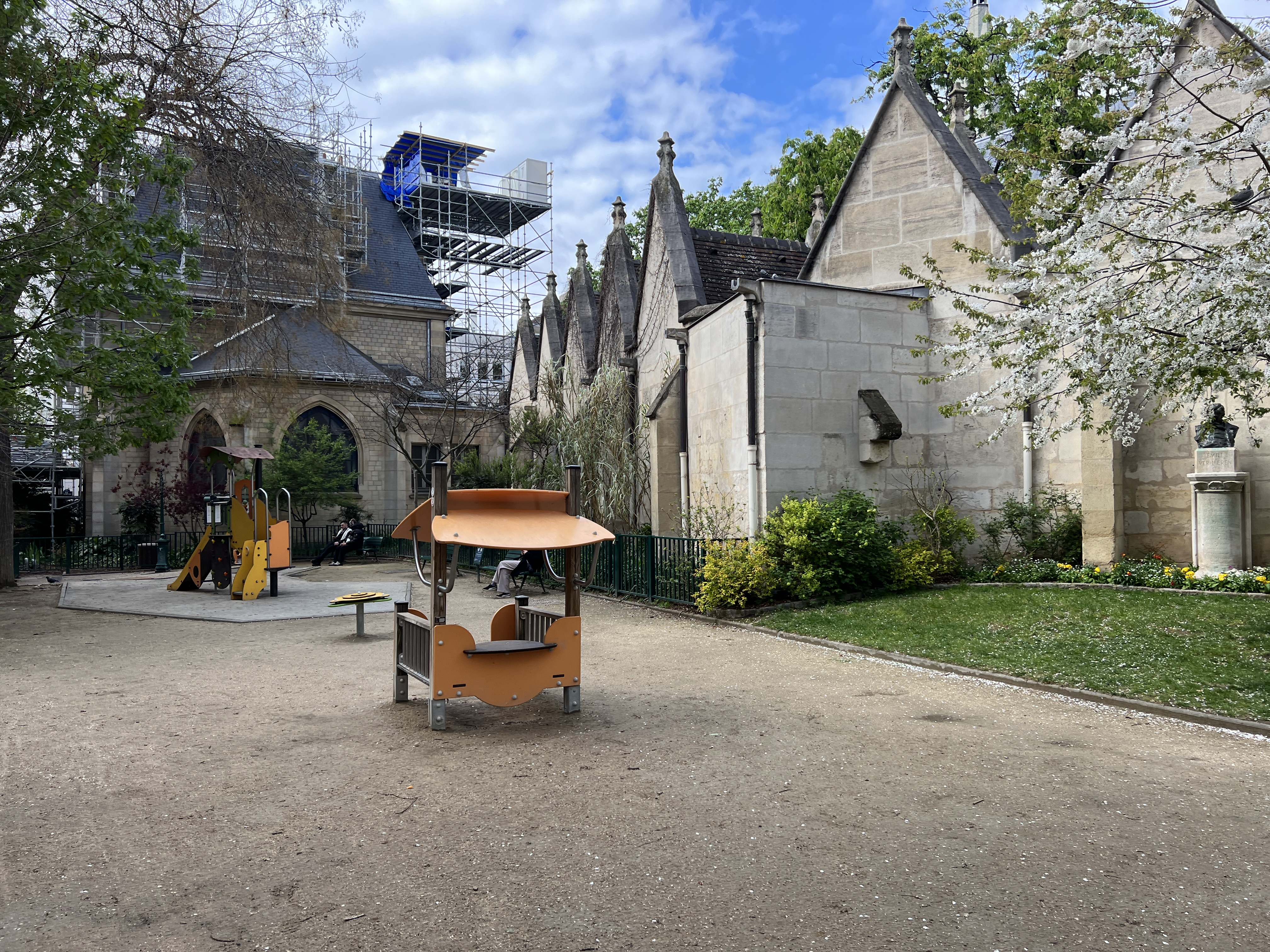
Le square André-Lefèvre.
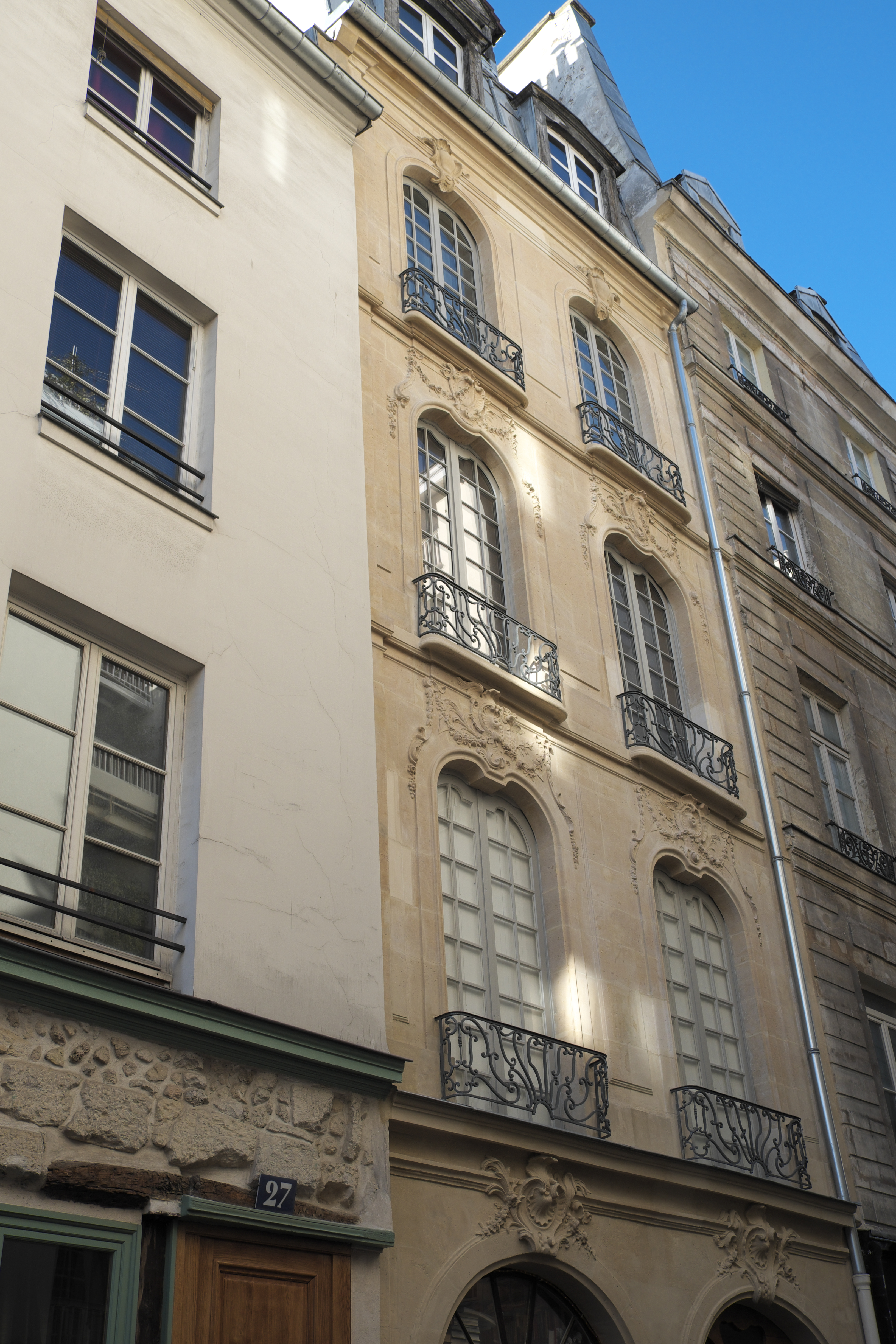
No 29, l'hôtel du Buisson.
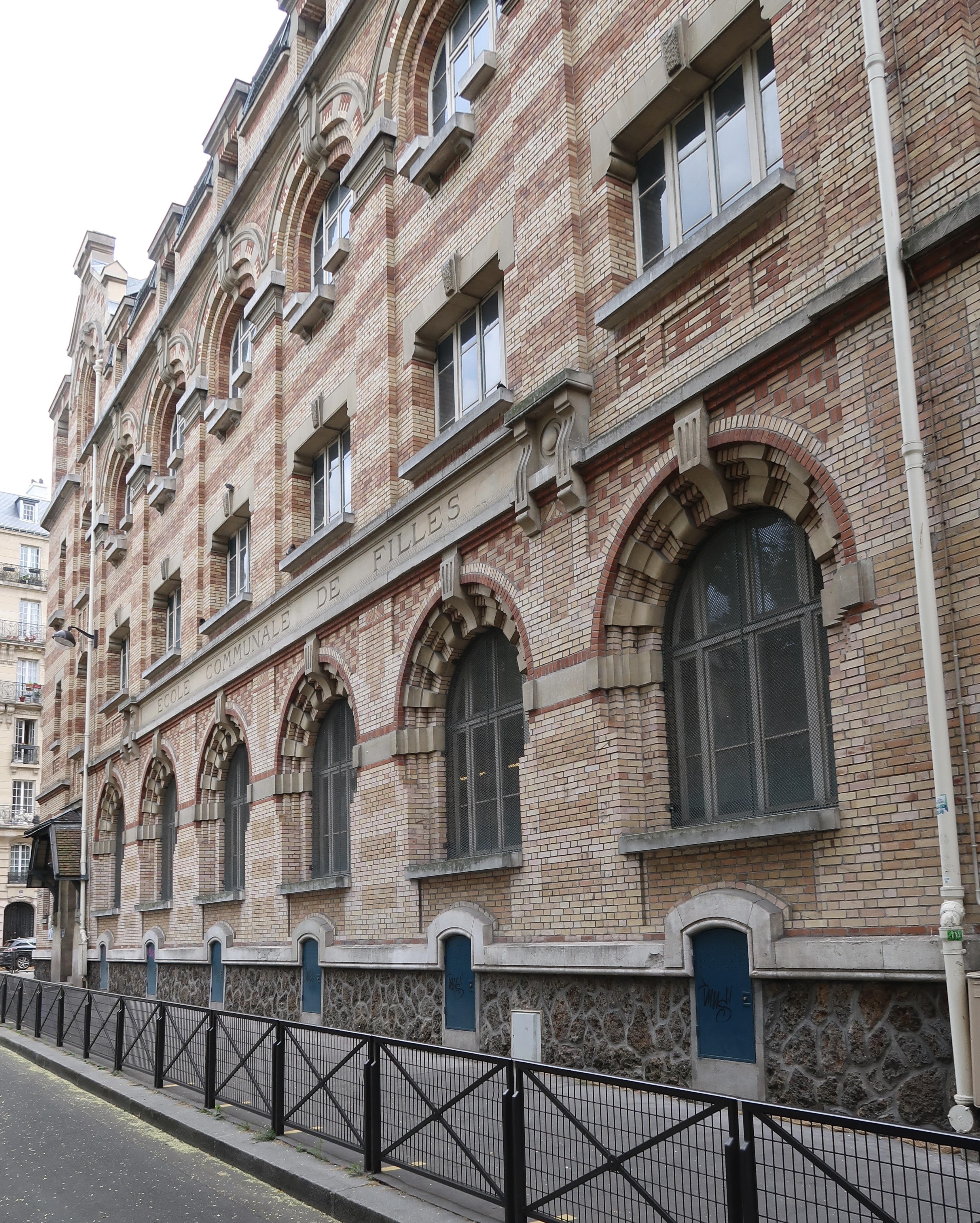
École élémentaire.